# 郄马镇
郄马镇，是中华人民共和国河北省石家庄市栾城区下辖的一个乡镇级行政单位，实际上由石家庄高新技术产业开发区托管。 地处栾城区北部，东与邱头镇接壤，南与冶河镇为邻，西邻裕华区方村镇，北接宋营镇， 行政区域面积25.03平方千米。
2021年12月7日，郄马镇拆迁。

## 行政区划
郄马镇下辖以下地区：
南郄马村、北郄马村、刘家庄村、东羊市村、东佐村、信家庄村、段干村、宋北村和任家庄村。